# 哈密庭荠
哈密庭荠（学名：Alyssum magicum）是十字花科庭荠属的植物，为中国的特有植物。分布于中国大陆的新疆等地，生长于海拔840米的地区，多生于田边，目前尚未由人工引种栽培。